# Altannik lśniący

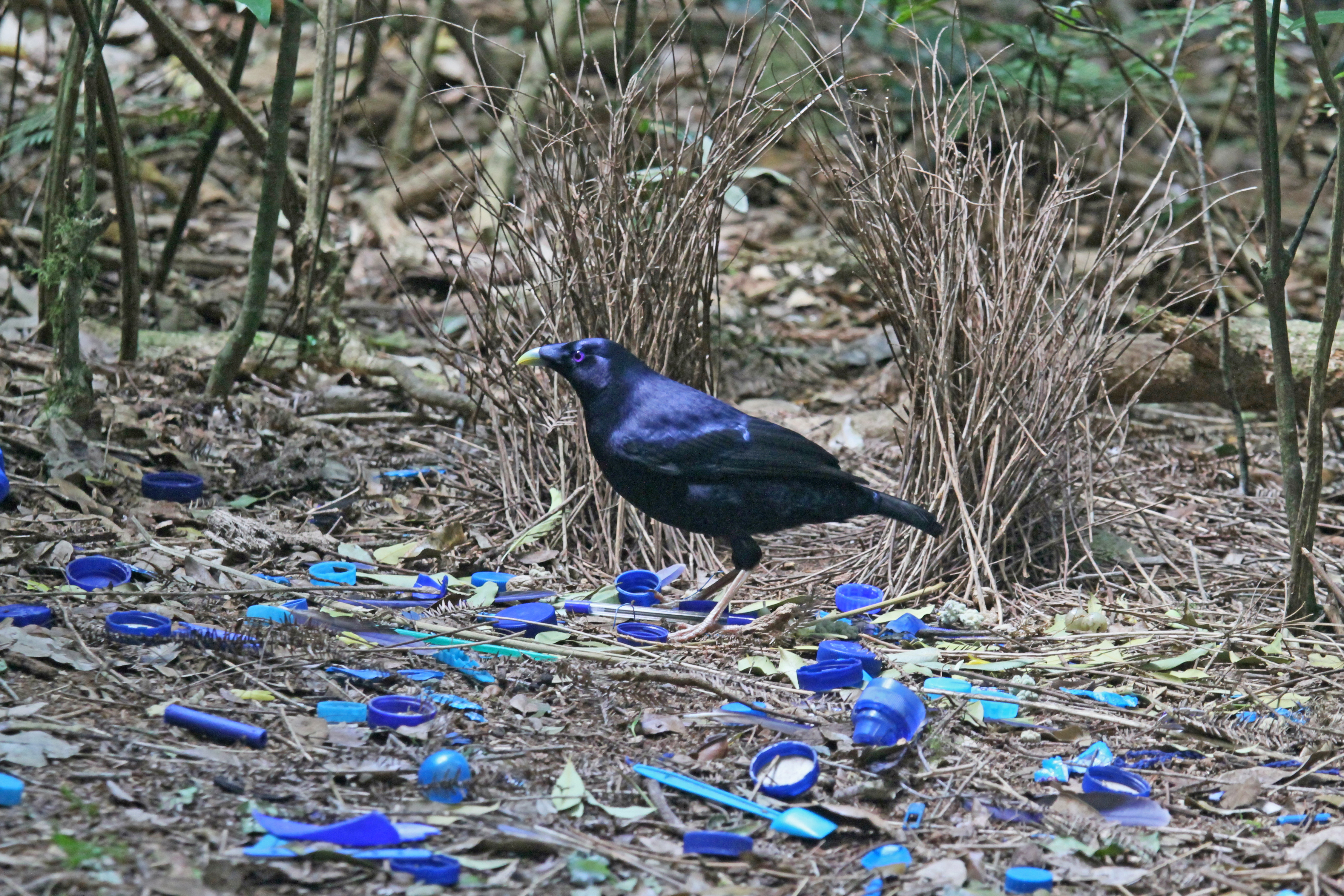
Ozdobiona przez samca altanka.

Altannik lśniący, altannik fioletowy (Ptilonorhynchus violaceus) – gatunek ptaka z rodziny altanników (Ptilonorhynchidae) występujący w dżunglach deszczowych i innych lasach w dwóch regionach wschodniej Australii, od północnego Queenslandu na północy po południową Wiktorię na południu. Jest jedynym przedstawicielem rodzaju Ptilonorhynchus.

## Podgatunki i zasięg występowania
Wyróżnia się dwa podgatunki P. violaceus:
- P. v. violaceus (Vieillot, 1816) – południowo-wschodni Queensland do południowej Wiktorii
- P. v. minor A.J. Campbell, 1912 – północno-wschodni Queensland

## Średnie wymiary
- Długość ciała: 28–32 cm.
- Masa ciała: 150 g.

## Budowa altanki
Od kwietnia do maja samiec altannika zaczyna budować tzw. altankę. Najpierw wybiera miejsce, na którym później wykonuje fundament z gałęzi. Następnie po bokach wznosi dwie przeciwległe ściany, tworzące przejście. Są one wygięte w łuk i dotykają się na górze. Na koniec samiec ozdabia wejście muszlami, piórami, kamyczkami, kolorowymi owocami i innymi barwnymi i różnokształtnymi przedmiotami. Wyszukuje też połyskliwe kawałki szkła i metali, np. kluczyki samochodowe. Na zakończenie samiec kawałkiem kory, który trzyma w dziobie, maluje ściany altanki mieszaniną soków z owoców i własnej śliny. Najczęstszym, atrakcyjnym dla samic kolorem jest niebieski. Po skończonej pracy samiec rozpoczyna toki przed altanką. Podskakuje wokół swej budowli, przelatuje przez nią i wydaje głośne dźwięki.
Umiejętność budowania altanki samce przyswajają sobie z wiekiem. Młode ptaki budują na początku proste altanki, a kolejne ich konstrukcje są bardziej zaawansowane. Altannik ma słabość do koloru niebieskiego, ptaki hodowane w niewoli wraz z innymi gatunkami, zabijają czasem małe niebieskie ptaszki, by ozdobić nimi altankę. Koło altanek altannika znajdowano już srebrne monety, okulary, zegarek na łańcuszku, kule z broni i puste naboje.

## Pożywienie
Swoją owocową dietę altannik lśniący uzupełnia bezkręgowcami. Pokarmu szuka na ziemi oraz w gałęziach drzew. W zimie altanniki lśniące łączą się w stada, gdzie razem przebywa w nich do 50 ptaków, które wspólnie poszukują pożywienia. W stadach opuszczają bezpieczny las i wyruszają na otwarte tereny – na pola, do sadów i ogrodów. Szukają głównie owoców. Większe stado altanników potrafi „zebrać” wszystkie owoce ze średniej wielkości sadu w ciągu tygodnia. Z tego powodu altanniki nie są lubiane przez ogrodników i rolników, którzy do nich strzelają. W niektórych regionach w okolicy Melbourne ptaki te zostały już całkowicie wytępione.

## Rozmnażanie
Samica, zwabiona śpiewem samca pozostaje w okolicy nawet kilka tygodni. Samica decyduje, czy przyjmuje zaloty, zanim po raz pierwszy wejdzie do altanki. Kiedy jest gotowa do parzenia, pochyla się do przodu. Po parzeniu samica opuszcza ozdobioną altankę, zaczyna budować gniazdo i tam znosi jajka. Samiec w tym czasie rozbudowuje swą budowlę, nadal ozdabia teren przed altanką, kontynuuje taniec godowy w nadziei zwabienia następnych partnerek. Na drzewie lub na pnącej roślinie, kilkaset metrów od altanki, samiczka splata z gałązek miskowate gniazdo. Samica znosi 2–3 białe, nakrapiane brązowe jaja, które wysiaduje sama przez trzy tygodnie. Kiedy wyklują się pisklęta, karmi je na początku owadami i kawałkami owoców, co wykonuje samodzielnie. Sama też broni gniazda przed intruzami. Po trzech tygodniach pisklęta usamodzielniają się i opuszczają gniazdo.

## Tryb życia
Altannik lśniący występuje w dżunglach deszczowych, wilgotnych lasach eukaliptusowych i innych lesistych obszarach wschodniej Australii. Tereny te podzielone są na dwie części. Ptaki żyjące na północy są mniejsze niż ptaki z południa. Altannik lśniący często opuszcza kryjówki leśne i szuka pożywienia, latając na terenach otwartych. Żyje samotnie, a samce mają swoje terytoria. Rewiry tokowe poszczególnych samców, bronione przez nie, rozmieszczone są w lasach w regularnych odstępach. W miesiącach zimowych, kiedy minie pora lęgowa, altanniki łączą się w większe stada, które wspólnie poszukują pożywienia. W zimie ptaki opuszczają lasy i wyruszają na żer na otwarte tereny. W tym też okresie zapuszczają się do sadów i ogrodów.
Altannik potrafi naśladować głosy niektórych ptaków. Osobniki żyjące w miastach naśladują np. miauczenie kota czy dźwięk gwizdka.

## Status
Międzynarodowa Unia Ochrony Przyrody (IUCN) uznaje altannika lśniącego za gatunek najmniejszej troski (LC – least concern) nieprzerwanie od 1988 roku. Trend liczebności populacji uznaje się za spadkowy. Choć altannik lśniący na razie na wszystkich terenach występuje licznie, jego populacje zmniejszyły się w ciągu ostatnich stu lat w następstwie niszczenia jego naturalnego środowiska i polowań.

## Galeria

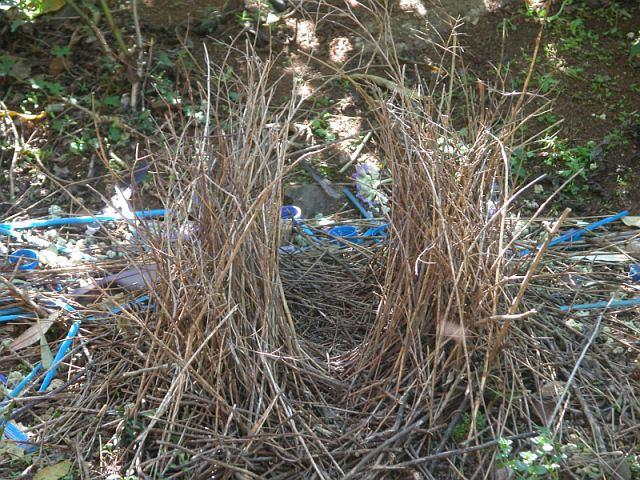
Altanka
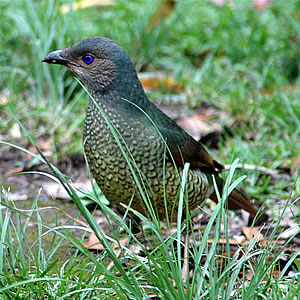
Samica
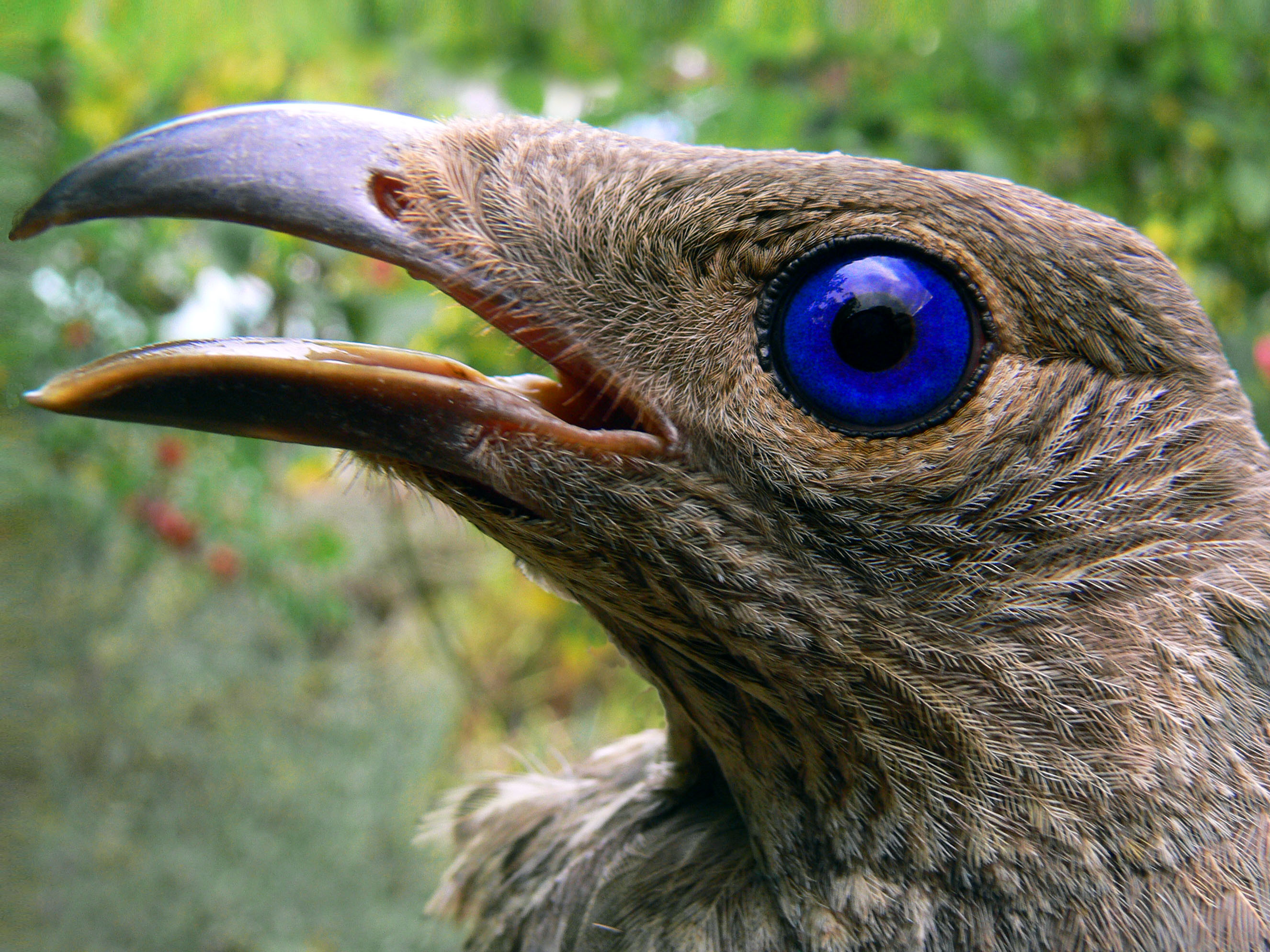
Samica
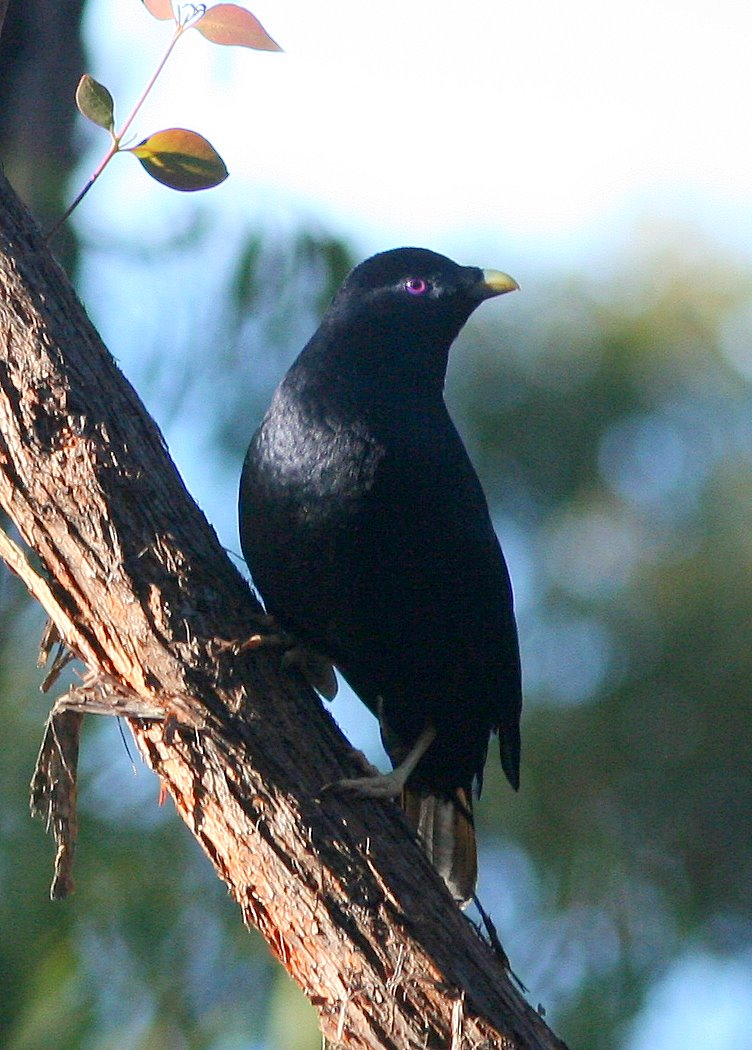
Samiec